# Aéroport Rennes St. Jacques

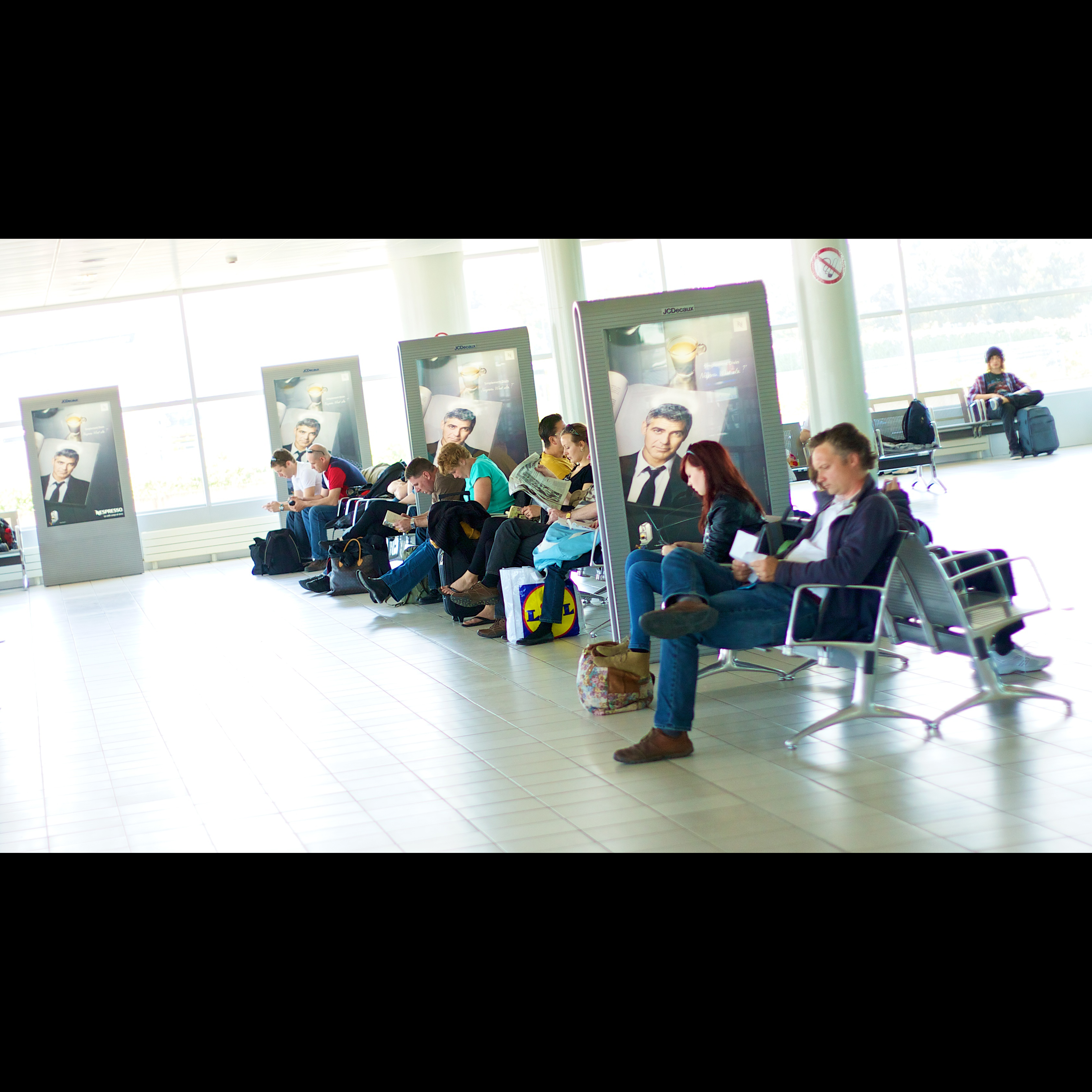
Wachtende passagiers op de luchthaven van Rennes

Luchthaven Rennes St. Jacques (Frans: Aéroport Rennes St. Jacques) (IATA: RNS, ICAO: LFRN) is een vliegveld in de Franse gemeente Saint-Jacques-de-la-Lande, ongeveer 6 km ten zuidwesten van Rennes, Bretagne.
Het is een nationale en de internationale luchthaven, open voor regelmatige en onregelmatige vluchten, en voor zowel particuliere als passagiersvluchten. Op de belangrijkste start- en landingsbaan (10/28) kunnen onder andere de volgende toestellen landen:Boeing 737, Boeing 727, Boeing 767 en de Iljoesjin Il-76.

## Geschiedenis
In 1920 kwamen er plannen op tafel voor een luchthaven in de omgeving van Rennes, was het niet dat eind 1931 pas met de aanleg van de luchthaven werd begonnen. Het werk begon met het bouwen van een vliegveld met een oppervlakte van ca. 38 ha, in Saint-Jacques-de-la-Lande, ten zuidwesten van Rennes, op het land aangekocht door de Kamer van Koophandel en Industrie van Rennes.
De luchthaven werd geopend op 28 juli 1933 in het bijzijn van minister Pierre Cot. Het belang van het vliegveld nam sterk toe door de Duitsers tijdens de Tweede Wereldoorlog, waarin militaire installaties werden gebombardeerd. Een nieuwe terminal werd geopend in 1953. Het beheer van de luchthaven werd toegekend aan de Raad van Handel door de staat in december 1963. In 1973 werd begonnen met de bouw van een nieuwe passagiersterminal, op dezelfde plek als de oude. In 1990 vlogen er 200.000 passagiers vanaf de luchthaven, in 2007 was dit aantal toegenomen tot ruim 530.000.

## Passagiersaantallen
Vanwege een beveiligingsprobleem met de MediaWiki Graph-software is het momenteel niet mogelijk deze grafiek weer te geven. Zodra de software is bijgewerkt zal de grafiek vanzelf weer zichtbaar worden.
| Jaar | Aantal passagiers |
| ---- | ----------------- |
| 2003 | 378.699           |
| 2004 | 377.325           |
| 2005 | 407.678           |
| 2006 | 465.723           |
| 2007 | 536.000           |
| 2008 | 497.679           |
| 2009 | 432.247           |
| 2010 | 411.841           |
| 2014 | 501.218           |

## Vrachtvervoer
| Jaar | Vracht (in tonnen) |
| ---- | ------------------ |
| 2004 | 12.620             |
| 2005 | 12.250             |
| 2006 | 11.415             |
| 2007 | 12.542             |
| 2008 | 14.534             |
| 2009 | 11.051             |
| 2010 | 11.178             |
| 2014 | 12.984             |